# Дрімлюга джибутійський
Дрімлюга джибутійський (Caprimulgus stellatus) — вид дрімлюгоподібних птахів родини дрімлюгових (Caprimulgidae). Мешкає в Східній Африці.

## Опис
Довжина птаха становить 21-23 см, самці важать 54-64 г, самиці 50-69 г. Забарвлення переважно сірувато-коричневе. На горлі з боків невеликі білуваті плямки, на тімені і верхніх покривних перах крил дрібні чорні плямки. Крайні стернові пера на кінці білі. Голос — серія не різких криків "пвеу, пвеу, пвеу" або "пве-а, пве-а, пве-а".

## Поширення і екологія
Джибутійські дрімлюги мешкають в Ефіопії, Кенії, Південному Судані, Джибуті і Сомалі. Вони живуть в сухих чагарникових заростях, на сухих луках, в напівпустелях і пустелях. Зустрічаються на висоті до 1980 м над рівнем моря, переважно на висоті від 350 до 1000 м над рівнем моря. Живляться комахами, яких ловлять в польоті.